# 美濃加茂市

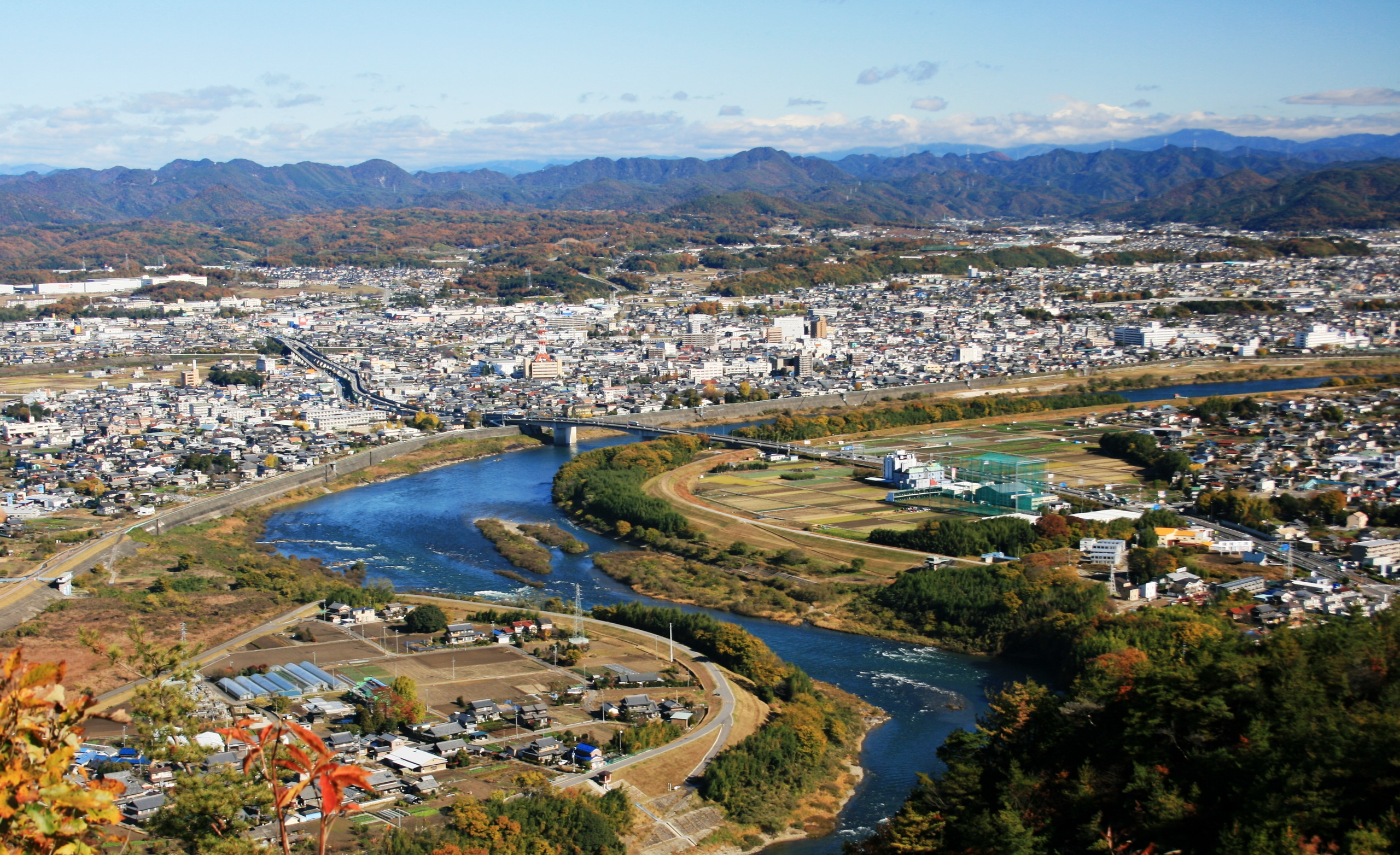
鳩吹山から望む木曽川の北側の美濃加茂市中心部

美濃加茂市（みのかもし）は、岐阜県の南部に位置する市。市名はこの地が美濃国加茂郡に属していたことに由来する。

## 地理
可茂盆地と通称される濃尾平野の周辺部に位置する。濃尾平野の諸都市とは直接市境を接していないが、坂祝町、可児市を通って鵜沼、犬山市方面と繋がっている。
可茂盆地の北西部、太田盆地を市域とし、北東側の飛騨高地から、南西側の坂祝町に向けてなだらかに傾斜する地形である。盆地内の標高も北東部の100m超から、坂祝近辺の60m程度まで変化する。市北部は広大な飛騨高地の南端に位置し、冬には一面の雪化粧を見ることができる。
北部（伊深町以北）は山地の谷あいに農地があり、中部（蜂屋町・山之上町）はなだらかな台地で梨、柿等の樹園地が形成されヤマザキマザック等の工業団地も栄える。南部（概ね森山町以南）は肥沃な木曽川河岸段丘群に属し市街地を取り囲むように水田と畑地が広がっている。

### 山
- 白山
- 馬串山
- 富士山
- 高木山
- 御殿山

### 河川
- 木曽川
- 飛騨川
- 加茂川
- 川浦川
- 大洞川
- 蜂屋川
- 廿屋川

### 隣接している自治体
市境から愛知県との県境までは比較的近いが、愛知県（犬山市）には隣接していない。
- 関市
- 可児市
- 加茂郡
  - 七宗町
  - 坂祝町
  - 富加町
  - 川辺町
  - 八百津町
- 可児郡
  - 御嵩町

### 所属する地域
- 美濃地方（旧美濃国）
- 中濃地区
- 可茂地区

### 気候
低山地に囲まれているため風が穏やかであり、夏は暑くなるが湿度は低めで夜は比較的気温が下がりやすい。冬は寒いが、濃尾平野と比較して伊吹おろしの影響は少ないため、寒さは岐阜市などと比べしのぎやすい。雪は年に数回降るが大雪となることは滅多にない。
- 気温 - 最高39.7℃（2018年（平成30年）7月18日）、最低-8.9℃（1986年（昭和61年）3月1日）
- 最大日降水量 - 305ミリ（1992年（平成4年）8月11日）
- 最大瞬間風速 - 29.6メートル（2018年（平成30年）9月4日）
- 夏日最多日数 - 163日（2024年（令和6年））
- 真夏日最多日数 - 91日（2023年（令和5年）、2024年（令和6年））
- 猛暑日最多日数 - 43日（2024年（令和6年））
- 熱帯夜最多日数 - 41日（2024年（令和6年））
- 冬日最多日数 - 100日（1981年（昭和56年））

| 美濃加茂の気候           | 美濃加茂の気候 | 美濃加茂の気候 | 美濃加茂の気候 | 美濃加茂の気候 | 美濃加茂の気候 | 美濃加茂の気候 | 美濃加茂の気候 | 美濃加茂の気候 | 美濃加茂の気候 | 美濃加茂の気候 | 美濃加茂の気候 | 美濃加茂の気候 | 美濃加茂の気候   |
| 月                       | 1月            | 2月            | 3月            | 4月            | 5月            | 6月            | 7月            | 8月            | 9月            | 10月           | 11月           | 12月           | 年               |
| ------------------------ | -------------- | -------------- | -------------- | -------------- | -------------- | -------------- | -------------- | -------------- | -------------- | -------------- | -------------- | -------------- | ---------------- |
| 最高気温記録 °C （°F）   | 16.6 (61.9)    | 20.8 (69.4)    | 24.7 (76.5)    | 30.2 (86.4)    | 33.9 (93)      | 38.7 (101.7)   | 39.7 (103.5)   | 39.5 (103.1)   | 38.4 (101.1)   | 32.6 (90.7)    | 25.8 (78.4)    | 22.1 (71.8)    | 39.7 (103.5)     |
| 平均最高気温 °C （°F）   | 8.2 (46.8)     | 9.5 (49.1)     | 13.7 (56.7)    | 19.7 (67.5)    | 24.7 (76.5)    | 27.7 (81.9)    | 31.4 (88.5)    | 33.2 (91.8)    | 28.8 (83.8)    | 22.9 (73.2)    | 16.7 (62.1)    | 10.7 (51.3)    | 20.6 (69.1)      |
| 日平均気温 °C （°F）     | 3.1 (37.6)     | 4.0 (39.2)     | 7.9 (46.2)     | 13.6 (56.5)    | 18.7 (65.7)    | 22.5 (72.5)    | 26.3 (79.3)    | 27.5 (81.5)    | 23.6 (74.5)    | 17.5 (63.5)    | 11.1 (52)      | 5.5 (41.9)     | 15.1 (59.2)      |
| 平均最低気温 °C （°F）   | −1.3 (29.7)    | −0.9 (30.4)    | 2.4 (36.3)     | 7.7 (45.9)     | 13.2 (55.8)    | 18.2 (64.8)    | 22.5 (72.5)    | 23.4 (74.1)    | 19.6 (67.3)    | 13.0 (55.4)    | 6.2 (43.2)     | 1.0 (33.8)     | 10.4 (50.7)      |
| 最低気温記録 °C （°F）   | −8.7 (16.3)    | −8.6 (16.5)    | −8.9 (16)      | −2.0 (28.4)    | 1.9 (35.4)     | 8.3 (46.9)     | 15.2 (59.4)    | 15.3 (59.5)    | 7.8 (46)       | 0.9 (33.6)     | −2.5 (27.5)    | −6.9 (19.6)    | −8.9 (16)        |
| 降水量 mm （inch）       | 58.5 (2.303)   | 71.8 (2.827)   | 128.1 (5.043)  | 148.2 (5.835)  | 174.0 (6.85)   | 208.7 (8.217)  | 274.8 (10.819) | 179.9 (7.083)  | 230.8 (9.087)  | 152.5 (6.004)  | 86.9 (3.421)   | 64.7 (2.547)   | 1,756.8 (69.165) |
| 平均降水日数 （≥1.0 mm） | 7.2            | 7.3            | 9.4            | 10.3           | 10.6           | 12.2           | 13.2           | 9.7            | 11.6           | 9.3            | 7.7            | 8.2            | 116.6            |
| 平均月間日照時間         | 158.5          | 164.8          | 198.8          | 194.6          | 197.8          | 144.6          | 161.2          | 198.8          | 159.4          | 159.4          | 148.0          | 149.4          | 2,027.3          |
| 出典：気象庁             |                |                |                |                |                |                |                |                |                |                |                |                |                  |

### 人口
| |                                            |  |
| 美濃加茂市と全国の年齢別人口分布（2005年） | 美濃加茂市の年齢・男女別人口分布（2005年） |  |
| ■紫色 ― 美濃加茂市 ■緑色 ― 日本全国 | ■青色 ― 男性 ■赤色 ― 女性                  |  |
| 美濃加茂市（に相当する地域）の人口の推移 \| 1970年（昭和45年） \| 35,075人 \| \| \| 1975年（昭和50年） \| 37,524人 \| \| \| 1980年（昭和55年） \| 39,531人 \| \| \| 1985年（昭和60年） \| 41,700人 \| \| \| 1990年（平成2年） \| 43,013人 \| \| \| 1995年（平成7年） \| 46,065人 \| \| \| 2000年（平成12年） \| 50,063人 \| \| \| 2005年（平成17年） \| 52,133人 \| \| \| 2010年（平成22年） \| 54,729人 \| \| \| 2015年（平成27年） \| 55,384人 \| \| \| 2020年（令和2年） \| 56,689人 \| \| |                                            |  |
| 総務省統計局 国勢調査より |                                            |  |
| 1970年（昭和45年） | 35,075人                                   |  |
| 1975年（昭和50年） | 37,524人                                   |  |
| 1980年（昭和55年） | 39,531人                                   |  |
| 1985年（昭和60年） | 41,700人                                   |  |
| 1990年（平成2年） | 43,013人                                   |  |
| 1995年（平成7年） | 46,065人                                   |  |
| 2000年（平成12年） | 50,063人                                   |  |
| 2005年（平成17年） | 52,133人                                   |  |
| 2010年（平成22年） | 54,729人                                   |  |
| 2015年（平成27年） | 55,384人                                   |  |
| 2020年（令和2年） | 56,689人                                   |  |

## 歴史

### 変遷表
| 明治元年        | 明治5年                 | 明治7年 9月                     | 明治12年 3月18日 郡区町村 編制法施行 | 明治22年 7月1日 町村制施行 | 明治26年 4月27日                      | 明治29年 11月13日                   | 明治30年 4月1日                 | 大正13年 12月1日     | 昭和23年 12月10日    | 昭和24年 10月1日                     | 昭和25年 8月10日     | 昭和29年 4月1日                     | 昭和30年 1月31日 -3月25日            | 現在                   |  |  |
| --------------- | ----------------------- | ------------------------------- | ------------------------------------ | -------------------------- | ------------------------------------- | ----------------------------------- | ------------------------------- | -------------------- | -------------------- | ------------------------------------ | -------------------- | ----------------------------------- | ------------------------------------ | ---------------------- |  |  |
| 加茂郡 深田村   | 加茂郡 深田村           | 加茂郡 深田村                   | 加茂郡 深田村                        | 加茂郡 深田村              | 加茂郡 坂祝町 の一部                  | 加茂郡 坂祝町 の一部                | 加茂郡 坂祝町 の一部            | 加茂郡 坂祝町 の一部 | 加茂郡 坂祝町 の一部 | 昭和25年 8月10日 加茂郡 太田町に編入 | 加茂郡 太田町        | 昭和29年 4月1日 美濃加茂市          | 美濃加茂市                           | 美濃加茂市             |  |  |
| 加茂郡 太田村   | 加茂郡 太田村           | 加茂郡 太田村                   | 加茂郡 太田村                        | 加茂郡 太田町              | 加茂郡 太田町                         | 加茂郡 太田町                       | 加茂郡 太田町                   | 加茂郡 太田町        | 加茂郡 太田町        | 加茂郡 太田町                        | 加茂郡 太田町        | 昭和29年 4月1日 美濃加茂市          | 美濃加茂市                           | 美濃加茂市             |  |  |
| 加茂郡 上古井村 | 加茂郡 上古井村         | 加茂郡 上古井村                 | 加茂郡 上古井村                      | 加茂郡 古井村              | 加茂郡 古井村                         | 大正13年1 2月1日 町制 加茂郡 古井町 | 加茂郡 古井町                   | 加茂郡 古井町        | 加茂郡 古井町        | 加茂郡 古井町                        | 加茂郡 古井町        | 昭和29年 4月1日 美濃加茂市          | 美濃加茂市                           | 美濃加茂市             |  |  |
| 加茂郡 下古井村 | 加茂郡 下古井村         | 加茂郡 下古井村                 | 加茂郡 下古井村                      | 加茂郡 古井村              | 加茂郡 古井村                         | 大正13年1 2月1日 町制 加茂郡 古井町 | 加茂郡 古井町                   | 加茂郡 古井町        | 加茂郡 古井町        | 加茂郡 古井町                        | 加茂郡 古井町        | 昭和29年 4月1日 美濃加茂市          | 美濃加茂市                           | 美濃加茂市             |  |  |
| 加茂郡 伊深村   | 加茂郡 伊深村           | 加茂郡 伊深村                   | 加茂郡 伊深村                        | 加茂郡 伊深村              | 加茂郡 伊深村                         | 加茂郡 伊深村                       | 加茂郡 伊深村                   | 加茂郡 伊深村        | 加茂郡 伊深村        | 加茂郡 伊深村                        | 加茂郡 伊深村        | 昭和29年 4月1日 美濃加茂市          | 美濃加茂市                           | 美濃加茂市             |  |  |
| 加茂郡 上蜂屋村 | 加茂郡 上蜂屋村         | 加茂郡 上蜂屋村                 | 加茂郡 上蜂屋村                      | 加茂郡 蜂屋村              | 加茂郡 蜂屋村                         | 加茂郡 蜂屋村                       | 加茂郡 蜂屋村                   | 加茂郡 蜂屋村        | 加茂郡 蜂屋村        | 加茂郡 蜂屋村                        | 加茂郡 蜂屋村        | 昭和29年 4月1日 美濃加茂市          | 美濃加茂市                           | 美濃加茂市             |  |  |
| 加茂郡 中蜂屋村 | 加茂郡 中蜂屋村         | 加茂郡 中蜂屋村                 | 加茂郡 中蜂屋村                      | 加茂郡 蜂屋村              | 加茂郡 蜂屋村                         | 加茂郡 蜂屋村                       | 加茂郡 蜂屋村                   | 加茂郡 蜂屋村        | 加茂郡 蜂屋村        | 加茂郡 蜂屋村                        | 加茂郡 蜂屋村        | 昭和29年 4月1日 美濃加茂市          | 美濃加茂市                           | 美濃加茂市             |  |  |
| 加茂郡 下蜂屋村 | 加茂郡 下蜂屋村         | 加茂郡 下蜂屋村                 | 加茂郡 下蜂屋村                      | 加茂郡 蜂屋村              | 加茂郡 蜂屋村                         | 加茂郡 蜂屋村                       | 加茂郡 蜂屋村                   | 加茂郡 蜂屋村        | 加茂郡 蜂屋村        | 加茂郡 蜂屋村                        | 加茂郡 蜂屋村        | 昭和29年 4月1日 美濃加茂市          | 美濃加茂市                           | 美濃加茂市             |  |  |
| 加茂郡 伊瀬村   | 加茂郡 伊瀬村           | 加茂郡 伊瀬村                   | 加茂郡 伊瀬村                        | 加茂郡 蜂屋村              | 加茂郡 蜂屋村                         | 加茂郡 蜂屋村                       | 加茂郡 蜂屋村                   | 加茂郡 蜂屋村        | 加茂郡 蜂屋村        | 加茂郡 蜂屋村                        | 加茂郡 蜂屋村        | 昭和29年 4月1日 美濃加茂市          | 美濃加茂市                           | 美濃加茂市             |  |  |
| 加茂郡 中之番村 | 明治5年 加茂郡 山之上村 | 加茂郡 山之上村                 | 加茂郡 山之上村                      | 加茂郡 山之上村            | 加茂郡 山之上村                       | 加茂郡 山之上村                     | 加茂郡 山之上村                 | 加茂郡 山之上村      | 加茂郡 山之上村      | 加茂郡 山之上村                      | 加茂郡 山之上村      | 昭和29年 4月1日 美濃加茂市          | 美濃加茂市                           | 美濃加茂市             |  |  |
| 加茂郡 金屋村   | 明治5年 加茂郡 山之上村 | 加茂郡 山之上村                 | 加茂郡 山之上村                      | 加茂郡 山之上村            | 加茂郡 山之上村                       | 加茂郡 山之上村                     | 加茂郡 山之上村                 | 加茂郡 山之上村      | 加茂郡 山之上村      | 加茂郡 山之上村                      | 加茂郡 山之上村      | 昭和29年 4月1日 美濃加茂市          | 美濃加茂市                           | 美濃加茂市             |  |  |
| 加茂郡 瑞畑村   | 明治5年 加茂郡 山之上村 | 加茂郡 山之上村                 | 加茂郡 山之上村                      | 加茂郡 山之上村            | 加茂郡 山之上村                       | 加茂郡 山之上村                     | 加茂郡 山之上村                 | 加茂郡 山之上村      | 加茂郡 山之上村      | 加茂郡 山之上村                      | 加茂郡 山之上村      | 昭和29年 4月1日 美濃加茂市          | 美濃加茂市                           | 美濃加茂市             |  |  |
| 加茂郡 野地原村 | 明治5年 加茂郡 山之上村 | 加茂郡 山之上村                 | 加茂郡 山之上村                      | 加茂郡 山之上村            | 加茂郡 山之上村                       | 加茂郡 山之上村                     | 加茂郡 山之上村                 | 加茂郡 山之上村      | 加茂郡 山之上村      | 加茂郡 山之上村                      | 加茂郡 山之上村      | 昭和29年 4月1日 美濃加茂市          | 美濃加茂市                           | 美濃加茂市             |  |  |
| 加茂郡 南坂村   | 明治5年 加茂郡 山之上村 | 加茂郡 山之上村                 | 加茂郡 山之上村                      | 加茂郡 山之上村            | 加茂郡 山之上村                       | 加茂郡 山之上村                     | 加茂郡 山之上村                 | 加茂郡 山之上村      | 加茂郡 山之上村      | 加茂郡 山之上村                      | 加茂郡 山之上村      | 昭和29年 4月1日 美濃加茂市          | 美濃加茂市                           | 美濃加茂市             |  |  |
| 加茂郡 西洞村   | 明治5年 加茂郡 山之上村 | 加茂郡 山之上村                 | 加茂郡 山之上村                      | 加茂郡 山之上村            | 加茂郡 山之上村                       | 加茂郡 山之上村                     | 加茂郡 山之上村                 | 加茂郡 山之上村      | 加茂郡 山之上村      | 加茂郡 山之上村                      | 加茂郡 山之上村      | 昭和29年 4月1日 美濃加茂市          | 美濃加茂市                           | 美濃加茂市             |  |  |
| 加茂郡 本地村   | 明治5年 加茂郡 山之上村 | 加茂郡 山之上村                 | 加茂郡 山之上村                      | 加茂郡 山之上村            | 加茂郡 山之上村                       | 加茂郡 山之上村                     | 加茂郡 山之上村                 | 加茂郡 山之上村      | 加茂郡 山之上村      | 加茂郡 山之上村                      | 加茂郡 山之上村      | 昭和29年 4月1日 美濃加茂市          | 美濃加茂市                           | 美濃加茂市             |  |  |
| 加茂郡 佐口村   | 明治5年 加茂郡 山之上村 | 加茂郡 山之上村                 | 加茂郡 山之上村                      | 加茂郡 山之上村            | 加茂郡 山之上村                       | 加茂郡 山之上村                     | 加茂郡 山之上村                 | 加茂郡 山之上村      | 加茂郡 山之上村      | 加茂郡 山之上村                      | 加茂郡 山之上村      | 昭和29年 4月1日 美濃加茂市          | 美濃加茂市                           | 美濃加茂市             |  |  |
| 加茂郡 加茂野村 | 加茂郡 加茂野村         | 加茂郡 加茂野村                 | 加茂郡 加茂野村                      | 加茂郡 加茂野村            | 加茂郡 加茂野村                       | 加茂郡 加茂野村                     | 明治30年 4月1日 加茂郡 加茂野村 | 加茂郡 加茂野村      | 加茂郡 加茂野村      | 加茂郡 加茂野村                      | 加茂郡 加茂野村      | 昭和29年 4月1日 美濃加茂市          | 美濃加茂市                           | 美濃加茂市             |  |  |
| 加茂郡 今泉村   | 加茂郡 今泉村           | 加茂郡 今泉村                   | 加茂郡 今泉村                        | 加茂郡 今泉村              | 加茂郡 今泉村                         | 加茂郡 今泉村                       | 明治30年 4月1日 加茂郡 加茂野村 | 加茂郡 加茂野村      | 加茂郡 加茂野村      | 加茂郡 加茂野村                      | 加茂郡 加茂野村      | 昭和29年 4月1日 美濃加茂市          | 美濃加茂市                           | 美濃加茂市             |  |  |
| 加茂郡 鷹巣村   | 加茂郡 鷹巣村           | 加茂郡 鷹巣村                   | 加茂郡 鷹巣村                        | 加茂郡 鷹巣村              | 加茂郡 鷹巣村                         | 加茂郡 鷹巣村                       | 明治30年 4月1日 加茂郡 加茂野村 | 加茂郡 加茂野村      | 加茂郡 加茂野村      | 加茂郡 加茂野村                      | 加茂郡 加茂野村      | 昭和29年 4月1日 美濃加茂市          | 美濃加茂市                           | 美濃加茂市             |  |  |
| 加茂郡 市橋村   | 加茂郡 市橋村           | 加茂郡 市橋村                   | 加茂郡 市橋村                        | 加茂郡 市橋村              | 加茂郡 市橋村                         | 加茂郡 市橋村                       | 明治30年 4月1日 加茂郡 加茂野村 | 加茂郡 加茂野村      | 加茂郡 加茂野村      | 加茂郡 加茂野村                      | 加茂郡 加茂野村      | 昭和29年 4月1日 美濃加茂市          | 美濃加茂市                           | 美濃加茂市             |  |  |
| 加茂郡 稲辺村   | 加茂郡 稲辺村           | 加茂郡 稲辺村                   | 加茂郡 稲辺村                        | 加茂郡 稲辺村              | 加茂郡 稲辺村                         | 加茂郡 稲辺村                       | 明治30年 4月1日 加茂郡 加茂野村 | 加茂郡 加茂野村      | 加茂郡 加茂野村      | 加茂郡 加茂野村                      | 加茂郡 加茂野村      | 昭和29年 4月1日 美濃加茂市          | 美濃加茂市                           | 美濃加茂市             |  |  |
| 加茂郡 木野村   | 加茂郡 木野村           | 加茂郡 木野村                   | 加茂郡 木野村                        | 加茂郡 木野村              | 加茂郡 木野村                         | 加茂郡 木野村                       | 明治30年 4月1日 加茂郡 加茂野村 | 加茂郡 加茂野村      | 加茂郡 加茂野村      | 加茂郡 加茂野村                      | 加茂郡 加茂野村      | 昭和29年 4月1日 美濃加茂市          | 美濃加茂市                           | 美濃加茂市             |  |  |
| 加茂郡 則光村   | 加茂郡 下米田村         | 加茂郡 下米田村                 | 加茂郡 下米田村                      | 加茂郡 下米田村            | 加茂郡 下米田村                       | 加茂郡 下米田村                     | 加茂郡 下米田村                 | 加茂郡 下米田村      | 加茂郡 下米田村      | 加茂郡 下米田村                      | 加茂郡 下米田村      | 昭和29年 4月1日 美濃加茂市          | 美濃加茂市                           | 美濃加茂市             |  |  |
| 加茂郡 信友村   | 加茂郡 下米田村         | 加茂郡 下米田村                 | 加茂郡 下米田村                      | 加茂郡 下米田村            | 加茂郡 下米田村                       | 加茂郡 下米田村                     | 加茂郡 下米田村                 | 加茂郡 下米田村      | 加茂郡 下米田村      | 加茂郡 下米田村                      | 加茂郡 下米田村      | 昭和29年 4月1日 美濃加茂市          | 美濃加茂市                           | 美濃加茂市             |  |  |
| 加茂郡 山本村   | 加茂郡 下米田村         | 加茂郡 下米田村                 | 加茂郡 下米田村                      | 加茂郡 下米田村            | 加茂郡 下米田村                       | 加茂郡 下米田村                     | 加茂郡 下米田村                 | 加茂郡 下米田村      | 加茂郡 下米田村      | 加茂郡 下米田村                      | 加茂郡 下米田村      | 昭和29年 4月1日 美濃加茂市          | 美濃加茂市                           | 美濃加茂市             |  |  |
| 加茂郡 為岡村   | 加茂郡 下米田村         | 加茂郡 下米田村                 | 加茂郡 下米田村                      | 加茂郡 下米田村            | 加茂郡 下米田村                       | 加茂郡 下米田村                     | 加茂郡 下米田村                 | 加茂郡 下米田村      | 加茂郡 下米田村      | 加茂郡 下米田村                      | 加茂郡 下米田村      | 昭和29年 4月1日 美濃加茂市          | 美濃加茂市                           | 美濃加茂市             |  |  |
| 加茂郡 西脇村   | 加茂郡 下米田村         | 加茂郡 下米田村                 | 加茂郡 下米田村                      | 加茂郡 下米田村            | 加茂郡 下米田村                       | 加茂郡 下米田村                     | 加茂郡 下米田村                 | 加茂郡 下米田村      | 加茂郡 下米田村      | 加茂郡 下米田村                      | 加茂郡 下米田村      | 昭和29年 4月1日 美濃加茂市          | 美濃加茂市                           | 美濃加茂市             |  |  |
| 加茂郡 今村     | 加茂郡 下米田村         | 加茂郡 下米田村                 | 加茂郡 下米田村                      | 加茂郡 下米田村            | 加茂郡 下米田村                       | 加茂郡 下米田村                     | 加茂郡 下米田村                 | 加茂郡 下米田村      | 加茂郡 下米田村      | 加茂郡 下米田村                      | 加茂郡 下米田村      | 昭和29年 4月1日 美濃加茂市          | 美濃加茂市                           | 美濃加茂市             |  |  |
| 加茂郡 小山村   | 加茂郡 下米田村         | 加茂郡 下米田村                 | 加茂郡 下米田村                      | 加茂郡 下米田村            | 加茂郡 下米田村                       | 加茂郡 下米田村                     | 加茂郡 下米田村                 | 加茂郡 下米田村      | 加茂郡 下米田村      | 加茂郡 下米田村                      | 加茂郡 下米田村      | 昭和29年 4月1日 美濃加茂市          | 美濃加茂市                           | 美濃加茂市             |  |  |
| 加茂郡 栃井村   | 加茂郡 栃井村           | 明治7年9月 分立 加茂郡 東栃井村 | 加茂郡 東栃井村                      | 加茂郡 東栃井村            | 加茂郡 下米田村                       | 加茂郡 下米田村                     | 加茂郡 下米田村                 | 加茂郡 下米田村      | 加茂郡 下米田村      | 加茂郡 下米田村                      | 加茂郡 下米田村      | 昭和29年 4月1日 美濃加茂市          | 美濃加茂市                           | 美濃加茂市             |  |  |
| 加茂郡 栃井村   | 加茂郡 栃井村           | 明治7年9月 分立 加茂郡 西栃井村 | 加茂郡 西栃井村                      | 加茂郡 西栃井村            | 加茂郡 川辺町 の一部                  | 加茂郡 川辺町 の一部                | 加茂郡 川辺町 の一部            | 加茂郡 川辺町 の一部 | 加茂郡 川辺町 の一部 | 加茂郡 川辺町 の一部                 | 加茂郡 川辺町 の一部 | 加茂郡 川辺町 の一部                | 加茂郡 川辺町 の一部                 | 加茂郡 川辺町 の一部   |  |  |
| 加茂郡 上古井村 | 加茂郡 上古井村         | 加茂郡 上古井村                 | 加茂郡 上古井村                      | 加茂郡 古井村              | 加茂郡 古井村                         | 加茂郡 古井村                       | 加茂郡 古井村                   | 加茂郡 古井町        | 加茂郡 古井町        | 加茂郡 古井町                        | 加茂郡 古井町        | 美濃加茂市                          | 美濃加茂市                           | 美濃加茂市             |  |  |
| 加茂郡 下古井村 | 加茂郡 下古井村         | 加茂郡 下古井村                 | 加茂郡 下古井村                      | 加茂郡 古井村              | 加茂郡 古井村                         | 加茂郡 古井村                       | 加茂郡 古井村                   | 加茂郡 古井町        | 加茂郡 古井町        | 加茂郡 古井町                        | 加茂郡 古井町        | 美濃加茂市                          | 美濃加茂市                           | 美濃加茂市             |  |  |
| 加茂郡 川浦村   | 加茂郡 川浦村           | 加茂郡 川浦村                   | 加茂郡 川浦村                        | 加茂郡 川浦村              | 加茂郡 川浦村                         | 加茂郡 川浦村                       | 明治30年 4月1日 加茂郡 三和村   | 加茂郡 三和村        | 加茂郡 三和村        | 加茂郡 三和村                        | 加茂郡 三和村        | 美濃加茂市                          | 美濃加茂市                           | 美濃加茂市             |  |  |
| 加茂郡 廿屋村   | 加茂郡 廿屋村           | 加茂郡 廿屋村                   | 加茂郡 廿屋村                        | 加茂郡 廿屋村              | 加茂郡 廿屋村                         | 加茂郡 廿屋村                       | 明治30年 4月1日 加茂郡 三和村   | 加茂郡 三和村        | 加茂郡 三和村        | 加茂郡 三和村                        | 加茂郡 三和村        | 美濃加茂市                          | 美濃加茂市                           | 美濃加茂市             |  |  |
| 加茂郡 鹿塩村   | 加茂郡 鹿塩村           | 加茂郡 鹿塩村                   | 加茂郡 鹿塩村                        | 加茂郡 鹿塩村              | 加茂郡 鹿塩村                         | 加茂郡 鹿塩村                       | 明治30年 4月1日 加茂郡 三和村   | 加茂郡 三和村        | 加茂郡 三和村        | 加茂郡 三和村                        | 加茂郡 三和村        | 昭和29年 4月1日 加茂郡 川辺町に編入 | 昭和30年 4月1日 加茂郡 川辺町 の一部 | 加茂郡 川辺町 の一部   |  |  |
| 加茂郡 上川辺村 | 加茂郡 上川辺村         | 加茂郡 上川辺村                 | 加茂郡 上川辺村                      | 加茂郡 麻川村 の一部       | 明治26年 4月27日 分立 加茂郡 上川辺村 | 加茂郡 上川辺村                     | 明治30年 4月1日 加茂郡 三和村   | 加茂郡 三和村        | 加茂郡 三和村        | 加茂郡 三和村                        | 加茂郡 三和村        |                                     |                                      |                        |  |  |
| 加茂郡 上川辺村 | 加茂郡 上川辺村         | 加茂郡 上川辺村                 | 加茂郡 上川辺村                      | 加茂郡 麻川村 の一部       | 明治26年 4月27日 分立 加茂郡 上川辺村 | 加茂郡 上川辺村                     | 明治30年 4月1日 加茂郡 三和村   | 加茂郡 三和村        | 加茂郡 三和村        | 加茂郡 三和村                        | 加茂郡 三和村        | 昭和29年 4月1日 美濃加茂市          | 美濃加茂市                           | 美濃加茂市             |  |  |
| 加茂郡 上川辺村 | 加茂郡 上川辺村         | 加茂郡 上川辺村                 | 加茂郡 上川辺村                      | 加茂郡 麻川村 の一部       | 明治26年 4月27日 分立 加茂郡 上川辺村 | 加茂郡 上川辺村                     | 明治30年 4月1日 加茂郡 三和村   | 加茂郡 三和村        | 加茂郡 三和村        | 加茂郡 三和村                        | 加茂郡 三和村        | 昭和29年 4月1日 美濃加茂市          | 美濃加茂市                           | 美濃加茂市             |  |  |
| 加茂郡 下牧野村 | 加茂郡 下牧野村         | 加茂郡 牧野村                   | 加茂郡 牧野村                        | 加茂郡 和知村              | 加茂郡 和知村                         | 加茂郡 和知村                       | 加茂郡 和知村                   | 加茂郡 和知村        | 加茂郡 和知村        | 加茂郡 和知村                        | 加茂郡 和知村        | 美濃加茂市                          | 美濃加茂市                           | 美濃加茂市             |  |  |
| 加茂郡 上牧野村 | 加茂郡 上牧野村         | 加茂郡 牧野村                   | 加茂郡 牧野村                        | 加茂郡 和知村              | 加茂郡 和知村                         | 加茂郡 和知村                       | 加茂郡 和知村                   | 加茂郡 和知村        | 加茂郡 和知村        | 加茂郡 和知村                        | 加茂郡 和知村        | 加茂郡 和知村                       | 加茂郡 八百津町 の一部               | 加茂郡 八百津町 の一部 |  |  |
| 加茂郡 和知村   | 加茂郡 和知村           | 加茂郡 和知村                   | 加茂郡 和知村                        | 加茂郡 和知村              | 加茂郡 和知村                         | 加茂郡 和知村                       | 加茂郡 和知村                   | 加茂郡 和知村        | 加茂郡 和知村        | 加茂郡 和知村                        | 加茂郡 和知村        | 加茂郡 和知村                       | 加茂郡 八百津町 の一部               | 加茂郡 八百津町 の一部 |  |  |
| 加茂郡 野上村   | 加茂郡 野上村           | 加茂郡 野上村                   | 加茂郡 野上村                        | 加茂郡 和知村              | 加茂郡 和知村                         | 加茂郡 和知村                       | 加茂郡 和知村                   | 加茂郡 和知村        | 加茂郡 和知村        | 加茂郡 和知村                        | 加茂郡 和知村        | 加茂郡 和知村                       | 加茂郡 八百津町 の一部               | 加茂郡 八百津町 の一部 |  |  |
| 加茂郡 上飯田村 | 加茂郡 上飯田村         | 加茂郡 上飯田村                 | 加茂郡 上飯田村                      | 加茂郡 和知村              | 加茂郡 和知村                         | 加茂郡 和知村                       | 加茂郡 和知村                   | 加茂郡 和知村        | 加茂郡 和知村        | 加茂郡 和知村                        | 加茂郡 和知村        | 加茂郡 和知村                       | 加茂郡 八百津町 の一部               | 加茂郡 八百津町 の一部 |  |  |

#### 昭和
- 1954年（昭和29年）4月1日 - 太田町・古井町・山之上村・蜂屋村・加茂野村・伊深村・下米田村、及び三和村・和知村の一部が合併して美濃加茂市が誕生（三和村の残部は川辺町に編入）。市名は美濃国加茂郡に因む[2]。
- 1962年（昭和37年）10月20日 - 市歌が制定される。
- 1966年（昭和41年）3月18日 - 国鉄の美濃太田気動車基地（現・美濃太田車両区）が市内に完成。
- 1966年（昭和41年）5月16日 - 木曽川河畔に「ライン公園」が完成。
- 1968年（昭和43年）10月1日 - 高山本線に初の特急「ひだ」号が走る。
- 1969年（昭和44年）4月6日 - 中濃大橋の竣工式が行われる。
- 1973年（昭和48年）3月30日 - 私立美濃加茂高等学校の開校式が行われる。
- 1975年（昭和50年）12月1日 - 名濃バイパス（下町－若宮間）が開通。
- 1976年（昭和51年）9月11日 - 川合大橋が完成。これに伴い、江戸時代から運行されていた「川合の渡し」が10月から廃止。
- 1979年（昭和54年）5月26日 - 市立図書館が太田本町に完成する。
- 1980年（昭和55年）5月16日 - 可茂消防事務組合消防本部・中消防署の合同庁舎が加茂川町に完成。
- 1981年（昭和56年）2月10日 - 美濃加茂郵便局新庁舎が完成する。
- 1981年（昭和56年）11月7日 - ソニー美濃加茂工場完成。
- 1983年（昭和58年）3月27日 - 美濃加茂市中央公民館と美濃加茂市保健センターが加茂休日急患診療所を併設し完成する。
- 1983年（昭和58年）9月28日 - 台風10号によってもたらされた大雨により木曽川が氾濫。太田町内を中心に甚大な浸水被害発生。（９・２８豪雨災害）
- 1983年（昭和58年）11月21日 - 新太田橋の開通式が行われる。
- 1986年（昭和61年）12月11日 - 国鉄越美南線が廃止され、長良川鉄道が営業を開始する。
- 1988年（昭和63年）8月23日 - シティホテル美濃加茂が開業。

#### 平成
- 1990年（平成2年）4月2日 - 市役所分庁舎が完成。併用開始。
- 1991年（平成3年）9月11日 - 山之上町に「サンスポーツランド」がオープン。
- 1995年（平成７年）4月23日 - みのかも健康の森がオープン。
- 1996年（平成8年）7月27日 - 美濃加茂市立東図書館が本郷町にオープン。
- 1998年（平成10年）3月26日 - 国道41号名濃バイパス立体化が完成する。
- 1998年（平成10年）3月28日 - 美濃太田駅橋上駅舎・南北自由通路が完成する。
- 2000年（平成12年）10月1日 ⁻ みのかも文化の森がオープン。
- 2000年（平成12年）10月2日 - あい愛バスの運行開始。
- 2003年（平成15年）4月1日 - 加茂郡の6町1村（坂祝町・富加町・川辺町・七宗町・八百津町・白川町・東白川村）と共に「美濃加茂市・加茂郡町村合併協議会」を設置。以前から美濃加茂市と加茂郡は同じ生活圏であり、編入合併する構想があった。しかし、2004年に行われた合併の賛否を問う住民投票の結果、美濃加茂市側の反対多数により、協議会は解散、合併構想は消滅した。
- 2005年（平成17年）3月19日 - 東海環状自動車道が開通。あわせて美濃加茂インターチェンジおよび美濃加茂サービスエリアが開業する。
- 2018年（平成30年）6月29日 ⁻ 大雨による飛騨川の水質悪化のため、県営山之上浄水場の運転を停止。また森山浄水場の取水も停止し、下米田、太田、古井地区が断水。

### 外国人の町
1990年代後半から日系ブラジル人をはじめとして在日フィリピン人など外国人居住者が古井地区などを中心に増加し、その数は2000年代後半には当市の人口の1割を超えた。また近年は在日中国人も増えている。2014年6月1日現在の人口に占める外国人の割合は約7.2％。
大垣市、可児市及び県外26市町とともに外国人集住都市会議に参加し、2007年度から2年間座長都市を務めた。2008年度には、多文化共生社会の実現に向けた取り組みを推進する「みのかも宣言」が採択されている。外国人集住都市会議とは、静岡県浜松市が中心となって、日本国内の外国人が多く住む街の自治体や国際交流協会などが集まり、外国人住民が多数居住する都市の行政と地域の国際交流のために設立された組織である。

## 行政

### 市長
- 藤井浩人（通算4期目）
- 任期：2026年1月27日

### 歴代市長
| 代    | 氏名       | 就任年月日     | 退任年月日     | 備考                                                                         |
| ----- | ---------- | -------------- | -------------- | ---------------------------------------------------------------------------- |
| 初-3  | 渡辺榮一   | 1954年4月25日  | 1963年10月28日 |                                                                              |
| 4-7   | 岸東八郎   | 1963年12月15日 | 1977年8月2日   |                                                                              |
| 8-9   | 髙橋三郎   | 1977年9月11日  | 1985年9月10日  |                                                                              |
| 10-11 | 渡辺博万   | 1985年9月11日  | 1993年9月10日  |                                                                              |
| 12-14 | 川合良樹   | 1993年9月11日  | 2005年9月10日  |                                                                              |
| 15-16 | 渡辺直由   | 2005年9月11日  | 2013年5月9日   | 健康上の理由により辞職                                                       |
| 17    | 藤井浩人   | 2013年6月2日   | 2016年12月19日 | 辞職                                                                         |
|       | 職務代理者 | 2016年12月20日 | 2017年1月29日  | 副市長・伊藤誠一                                                             |
| 18    | 藤井浩人   | 2017年1月29日  | 2017年6月1日   | 再選。規定により残任期間                                                     |
| 19    | 藤井浩人   | 2017年6月2日   | 2017年12月14日 | 辞職                                                                         |
|       | 職務代理者 | 2017年12月15日 | 2018年1月12日  | 副市長・伊藤誠一                                                             |
|       | 職務代理者 | 2018年1月13日  | 2018年1月28日  | 経営企画部長・酒向洋(伊藤が市長選に出馬のため辞任したことにより代わって就任) |
| 20    | 伊藤誠一   | 2018年1月28日  | 2022年1月27日  |                                                                              |
| 21    | 藤井浩人   | 2022年1月28日  | 現職           |                                                                              |

## 議会

### 衆議院
- 選挙区：岐阜4区（高山市、美濃加茂市、可児市、飛騨市、郡上市、下呂市、加茂郡、可児郡、大野郡）
- 任期：2024年10月28日 - 2028年10月26日
- 投票日：2024年10月27日
- 当日有権者数：320,078人
- 投票率：63.91％

| 当落 | 候補者名 | 年齢 | 所属党派   | 新旧別 | 得票数    | 得票率 | 重複 |
| ---- | -------- | ---- | ---------- | ------ | --------- | ------ | ---- |
| 当   | 今井雅人 | 62   | 立憲民主党 | 元     | 114,032票 | 57.26% | ○    |
|      | 金子俊平 | 46   | 自由民主党 | 前     | 85,129票  | 42.74% | ○    |

## 経済

### 第一次産業
昭和中期までは、稲作のほか、養蚕のための桑の栽培が盛んであった。河岸段丘でできた地形のため、地下水は川に近い低い標高の土地に湧水として得られるが、なだらかな台地である市中部は土壌としても水利としても田畑には厳しい地域であった。大正時代からの利水対策や土地改良、さらに土壌に合う果樹栽培により梨、柿などの生産を行っている。市特産品に堂上蜂屋柿がある。

### 第二次産業
1955年（昭和30年』には岐阜県が美濃加茂市を工場適地として選定・紹介したことから、美濃加茂市への工場誘致が推進され、美濃加茂市では製造業が盛んとなった。1960年（昭和35年』には美濃加茂市工場誘致条例を全部改正し、1962年（昭和37年）9月の低開発地域工業促進法の適用を受けて工場誘致を行ったことで、防火板を製造する二村化学工業が操業を開始した。

工業用水面で有利な飛騨川西岸では、特に水を多く用いる繊維産業としては、グンゼ株式会社が東中学校に隣接する飛騨川と国道を挟んだ地域に工場を構えていた。繊維産業の変遷とともに、このグンゼ株式会社の工場用地はソニーイーエムシーエスに売却され、1980年代から2000年代にかけてビデオカメラや携帯電話、PlayStation 2の製造拠点として稼働した後、現在は千趣会系列の物流センターとなっている。

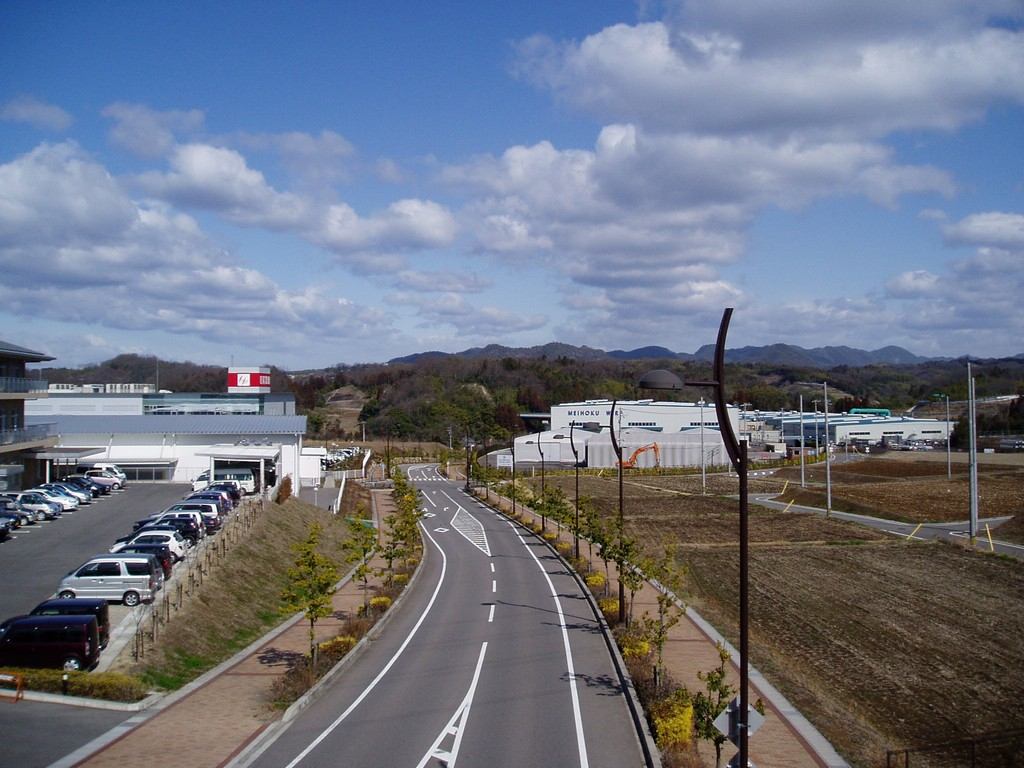
中部台地の工業団地

国鉄越美南線沿いでは、加茂野地区においてテレビ産業の発展とともに1975年に日立製作所系の日立情映テック（現：マクセルフロンティア）が工場を設立した。長良川鉄道になった後も国道248号線とともに物流の利を活かしている。
また、水利の悪い中部台地地域の工業団地化も進んでいる。1980年代には半導体産業が盛んとなり、1983年（昭和58年）の蜂屋工業団地造成につづき、翌年には富士通VLSIのメモリチップ工場が進出した。2000年（平成12年）の中部台地産業ゾーンの分譲開始とともに、各種産業の製造拠点が置かれている。
蜂屋町を中心として大規模な土地区画整理事業が進められ、工業団地と街路・住宅地・公園などの公共空間が造成された。これによりミツカングループをはじめ、様々な企業の工場が進出している。
- 中部台土地区画整理事業（平成20年3月完工） - 美濃加茂中部台地
- 中蜂屋土地区画整理事業（平成27年10月完工） - あじさいヶ丘

### 第三次産業
美濃太田駅南口の駅前には商店街が広がっており、かつては商業の中心地として賑わいを見せていたが、モータリゼーションの影響などにより、かつての活気はなくなっている。その反面、美濃太田駅より北側1km圏内にはネイバーフッド型ショッピングセンター（NSC）の開発が盛んにおこなわれ、大規模店舗が次々と進出し、市内における商業の中心地となっている。
衰退した美濃太田駅南側では再開発構想があり、商業ビル・マンション・駐車場を建設する構想が進行している。

#### 主な商業施設
- MEGAドン・キホーテUNY - 美濃加茂店
- コレクトパーク美濃加茂（アルビス - 美濃加茂店）
- バロー - 美濃加茂店、太田店、川合店
- ホームセンターバロー - 美濃加茂店
- オークワ - 美濃加茂店
- ケーズデンキ - 美濃加茂店
- V・drug - 美濃加茂店、美濃加茂西店、美濃加茂東店
- ゲンキー - 美濃加茂店、美濃太田店、下米田店、加茂野店
- クスリのアオキ - 川合店、美濃太田店、新池店
- 三洋堂書店 - みのかも店
- ペットフォレスト - 美濃加茂店

#### 金融
市内に支店をおく金融機関
- 十六銀行（地方銀行） - 美濃加茂支店、古井支店
- 大垣共立銀行（地方銀行） - 美濃加茂支店
- 東濃信用金庫（信用金庫） - 美濃加茂支店、古井支店、山手支店
- 岐阜信用金庫（信用金庫） - 美濃加茂支店
- 関信用金庫（信用金庫） - みのかも支店、加茂野支店
- 岐阜商工信用組合（信用組合） - 美濃加茂支店
- めぐみの農業協同組合（農協）
- ゆうちょ銀行（郵政）

### 主な市内企業
- ヤマザキマザック
- アルテミラ製缶
- マクセルフロンティア
- セブン工業
- 若尾製菓、タンドール製菓
- ミツカングループ
- モンテール
- 東和製作所、東和組立
- ワン・イレブン
- 佐合木材
- ティーシージャパン
- 新和建設
- 二村化学工業
- ベルメゾンロジスコ
- 西田技巧
- 名北工業
- 黒金化成
- 大阪屋製菓

## 姉妹都市・提携都市
- ダボ市（英語版、オーストラリア連邦・ニューサウスウェールズ州）

## 教育

### 大学・短大
- 正眼短期大学

### 専修学校
- 中部国際医療学院

### 高等学校

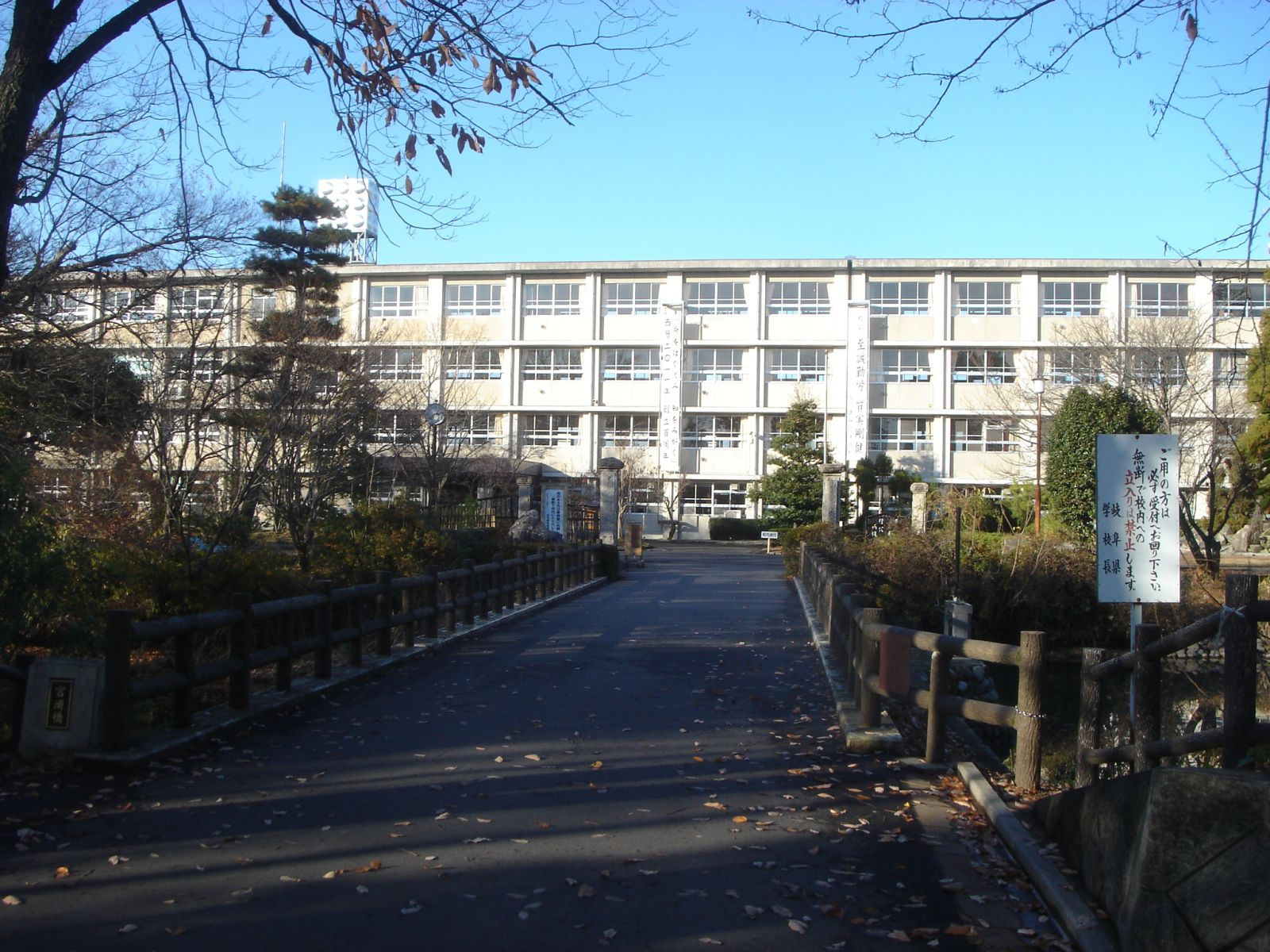
岐阜県立加茂農林高等学校

- 岐阜県立加茂高等学校
- 岐阜県立加茂農林高等学校岐阜県立加茂農林高等学校
- 美濃加茂高等学校※中高併設

### 中学校
- 美濃加茂市立西中学校
- 美濃加茂市立東中学校
- 美濃加茂市富加町中学校組合立双葉中学校　※所在地は富加町
- 美濃加茂中学校　※中高併設

### 小学校
- 美濃加茂市立太田小学校
- 美濃加茂市立加茂野小学校
- 美濃加茂市立蜂屋小学校
- 美濃加茂市立山手小学校
- 美濃加茂市立古井小学校
- 美濃加茂市立下米田小学校
- 美濃加茂市立山之上小学校
- 美濃加茂市立伊深小学校
- 美濃加茂市立三和小学校

### その他の学校・教育施設
- 岐阜県立可茂特別支援学校
- イザキ・ニュートン・カレッジ
- 岐阜県立国際たくみアカデミー（職業能力開発促進法に基づく公共職業能力開発施設）
  - 岐阜県立国際たくみアカデミー職業能力開発短期大学校（職業能力開発短期大学校）
  - 岐阜県立国際たくみアカデミー職業能力開発校（職業能力開発校）

### 指定自動車教習所
- 加茂自動車学校

## 施設

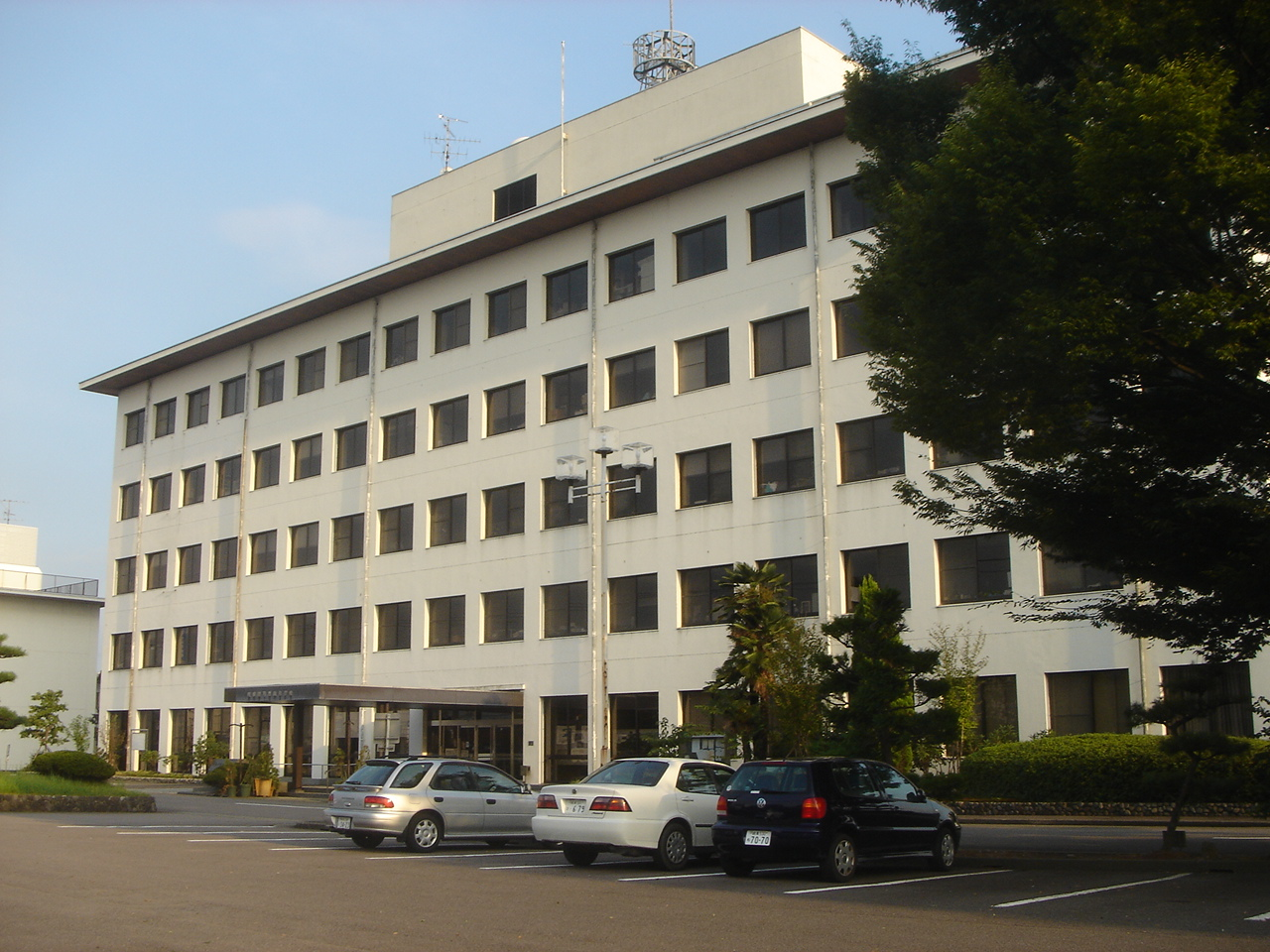
可茂総合庁舎

### 公的施設
- 岐阜地方法務局美濃加茂支局
- 岐阜労働局美濃加茂公共職業安定所（ハローワーク美濃加茂）
- 日本年金機構美濃加茂年金事務所
- 岐阜県可茂総合庁舎
- 美濃加茂市定住外国人自立支援センター
- 美濃加茂市総合福祉会館

#### 市役所・連絡所
- 美濃加茂市役所
- 太田連絡所　※太田交流センターに併設
- 古井連絡所　※上古井交流センターに併設
- 山之上連絡所　※山之上交流センターに併設
- 蜂屋連絡所　※蜂屋交流センターに併設
- 加茂野連絡所　※加茂野交流センターに併設
- 伊深連絡所　※伊深交流センターに併設
- 三和連絡所　※三和ふれあいセンターに併設
- 下米田連絡所　※下米田交流センターに併設

#### 警察署
- 岐阜県警察加茂警察署

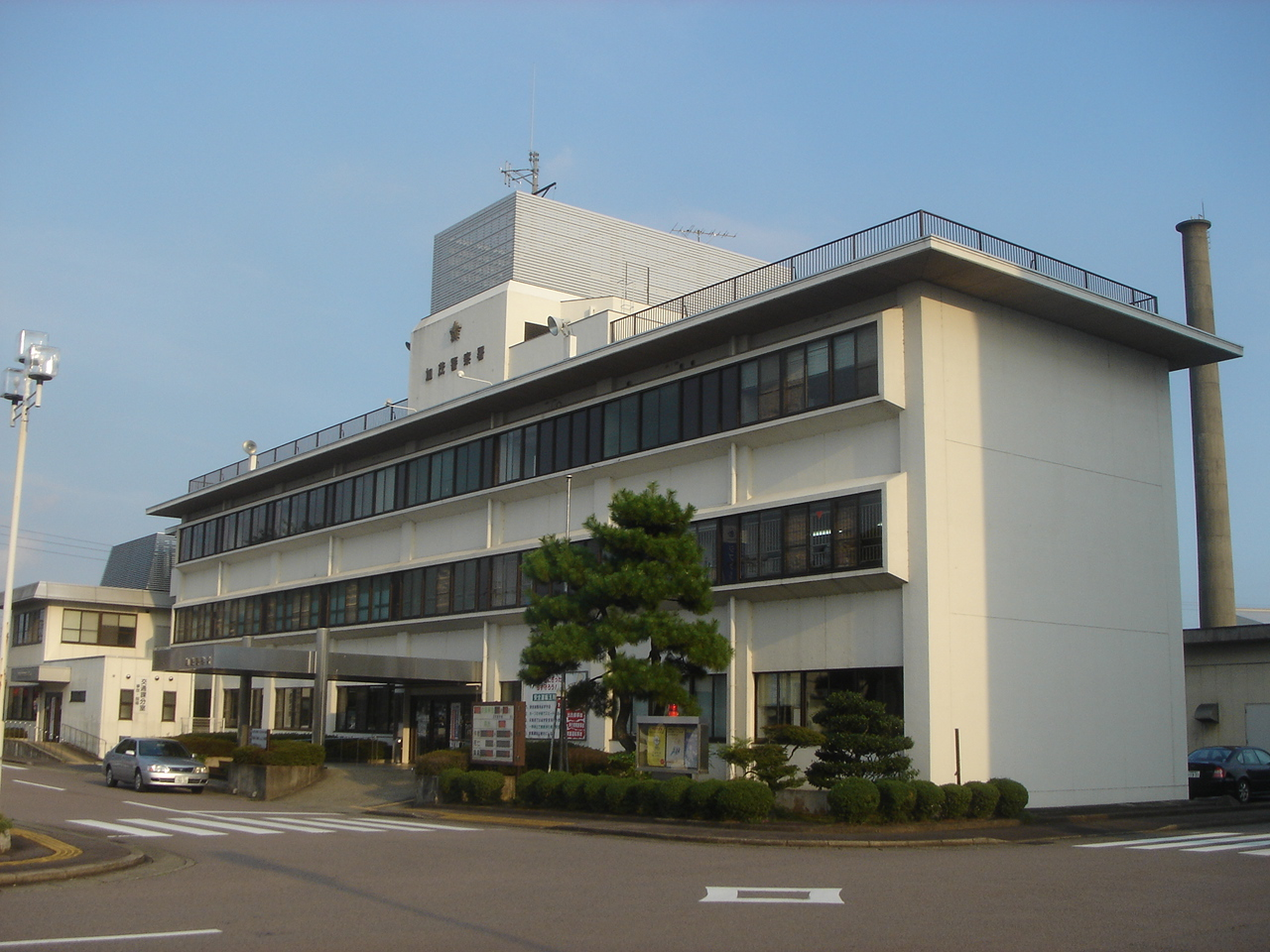
加茂警察署

  - みの太田駅北交番、蜂屋交番、加茂野駐在所、下米田駐在所、山之上駐在所

#### 消防署
- 可茂消防事務組合
  - 中消防署、中央分署

#### 文化施設

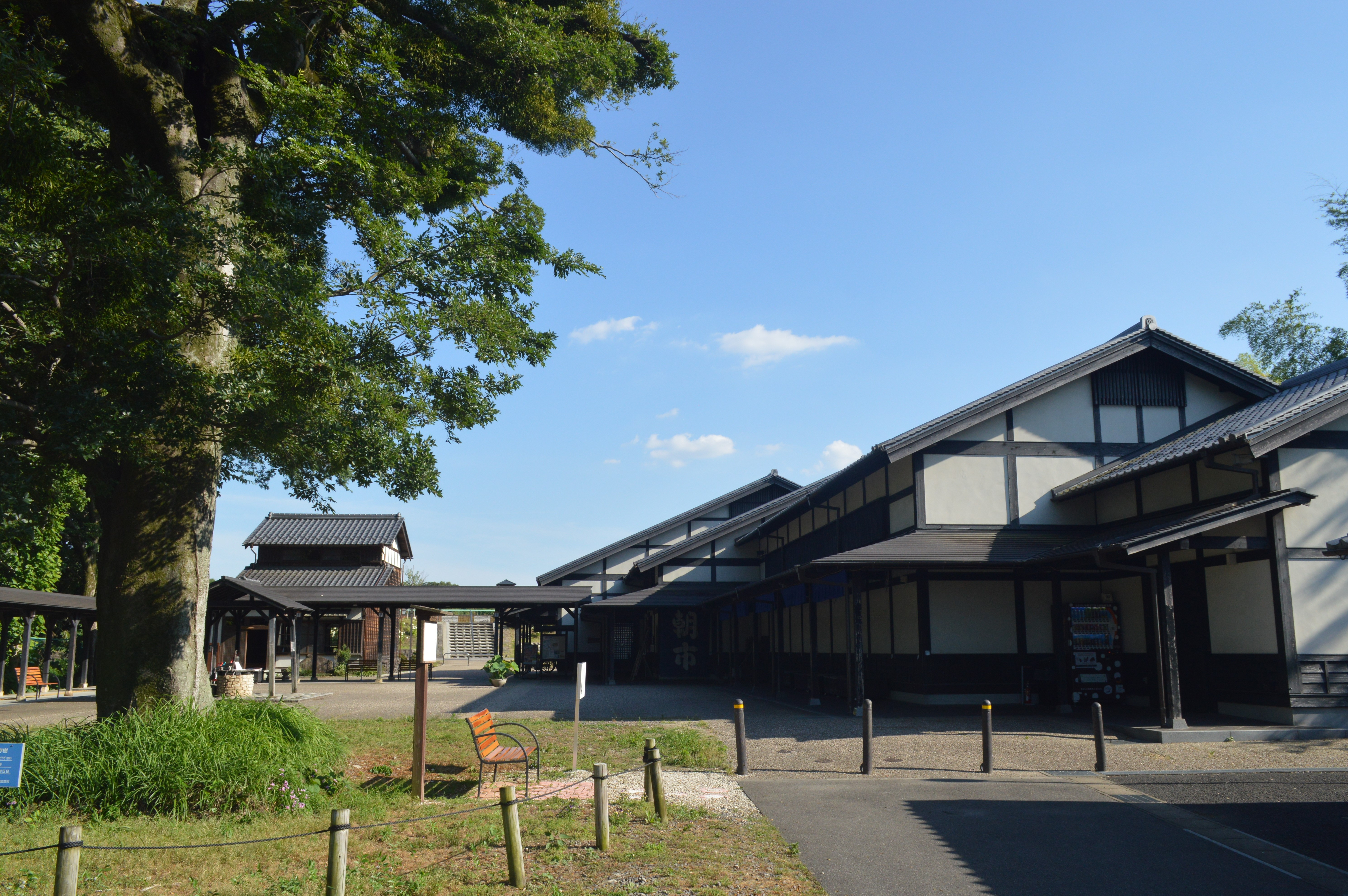
太田宿中山道会館

- 美濃加茂市文化会館
- みのかも文化の森太田宿中山道会館
- 太田宿中山道会館

#### 生涯学習施設
- 美濃加茂市生涯学習センター
- 太田交流センター
- 上古井交流センター
- 山之上交流センター
- 蜂屋交流センター
- 加茂野交流センター
- 伊深交流センター
- 三和交流センター
- 三和ふれあいセンター
- 牧野交流センター

#### 体育施設
- 美濃加茂市中央体育館プラザちゅうたい
- 美濃加茂市西体育館
- 前平総合運動場
- 西総合運動場
- 東総合運動場
- サン・スポーツランド美濃加茂

#### 図書館

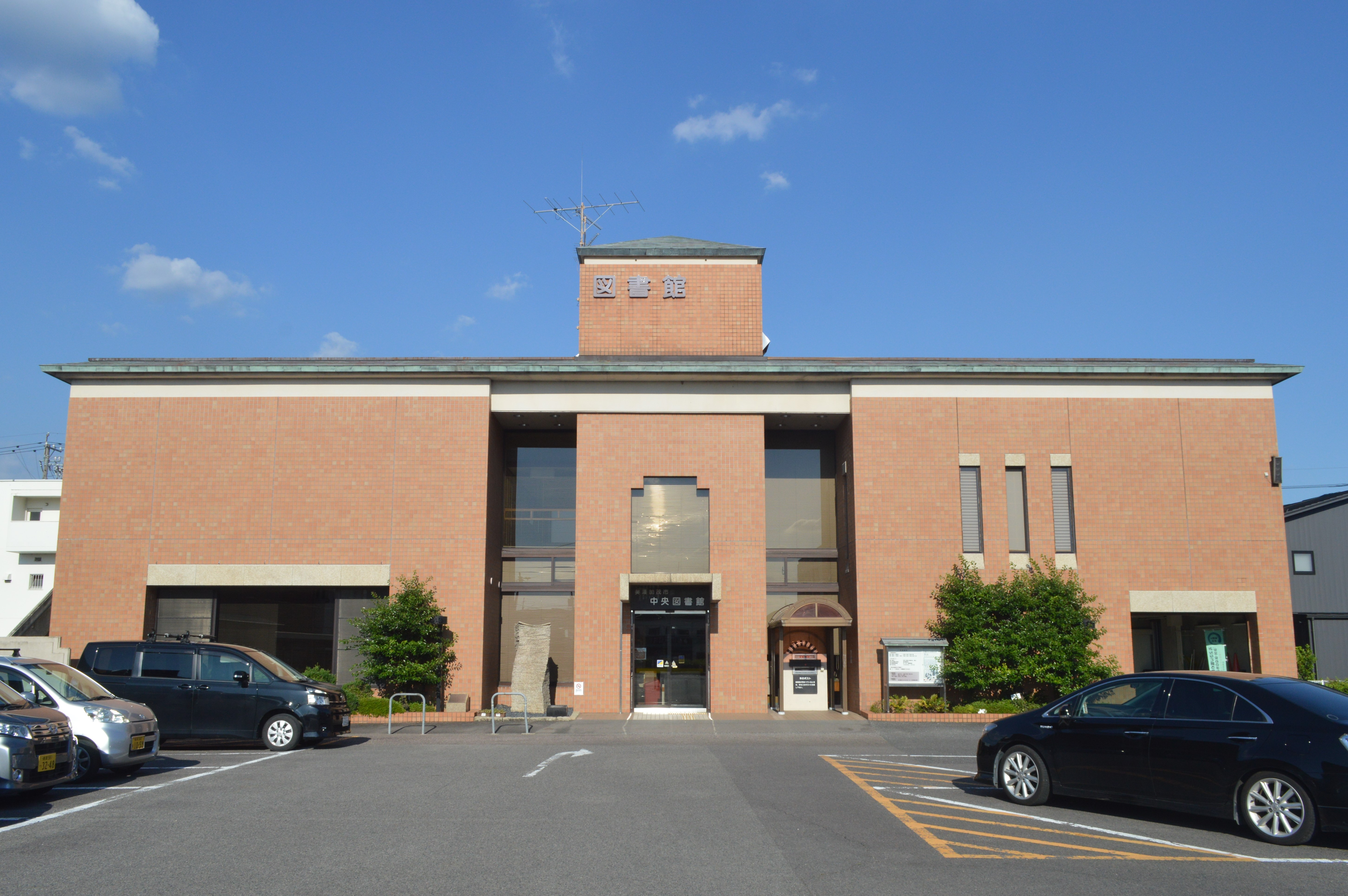
美濃加茂市立中央図書館

- 美濃加茂市立図書館
  - 美濃加茂市立中央図書館
  - 美濃加茂市立東図書館
  - 美濃加茂市立図書館北部分室

#### 公園
- 前平公園
- 大手町公園
- 木曽川緑地ライン公園
- 化石林公園
- 中之島公園
- 中部台パーク
- 古井近隣公園

### 医療機関
- 中部国際医療センター
- 中部脳リハビリテーション病院
- 太田病院
- のぞみの丘ホスピタル

### 社会福祉法人
- 慈恵会

## 交通

### 鉄道

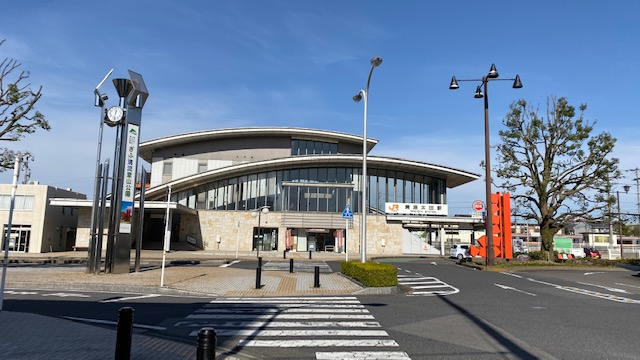
JR美濃太田駅（南口）

美濃加茂市の代表駅は美濃太田駅であり、市内を通る以下の3路線すべてが乗り入れている。
東海旅客鉄道（JR東海）
CG高山本線：- 美濃太田駅 - 古井駅
CI太多線：美濃太田駅 - 美濃川合駅
長良川鉄道

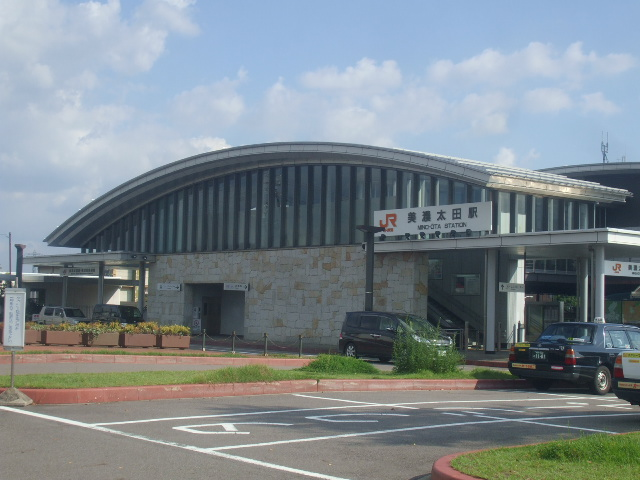
JR美濃太田駅（北口）

越美南線：美濃太田駅 - 前平公園駅 - 加茂野駅
- その他、富加駅（富加町）から西側（関富岡駅方）約 450m の区間でも当市を通過している。

名古屋方面との行き来は、JR高山線は鵜沼駅（各務原市）で乗り換る場合が多いため、車で名鉄新鵜沼駅（犬山線の特急・急行の始発駅）を利用することも多い。また、名鉄日本ライン今渡駅や可児川駅を利用することもある。

### バス

#### 一般路線バス
- 東鉄バス（東濃鉄道）
  - 八百津線

#### 高速バス
- 岐阜バス・小田急ハイウェイバス（共同運行）
  - 高速新宿線 パピヨン号

#### コミュニティバス
- あい愛バス（美濃加茂市(新太田タクシー委託））
  - まちなかぐるっと線
  - 3公園連絡線
  - あまちの森・しょうよう線
  - むくの木・そうきち線
  - フルーツ山之上線
  - フルーツ蜂屋線
  - さとやま線
  - ほたる線
  - 古井駅ー可児川駅線
- 坂祝町コミュニティバス

美濃加茂市役所、中部国際医療センター、美濃太田駅に停留所があるが、坂祝町民しか利用できない。

#### デマンドタクシー
- 坂祝町デマンドタクシー

バロー太田店、美濃加茂市役所、中部脳リハビリテーション病院、美濃太田駅、バロー美濃加茂店などに停留所があるが、坂祝町民で利用登録した者しか利用できない。

### 道路

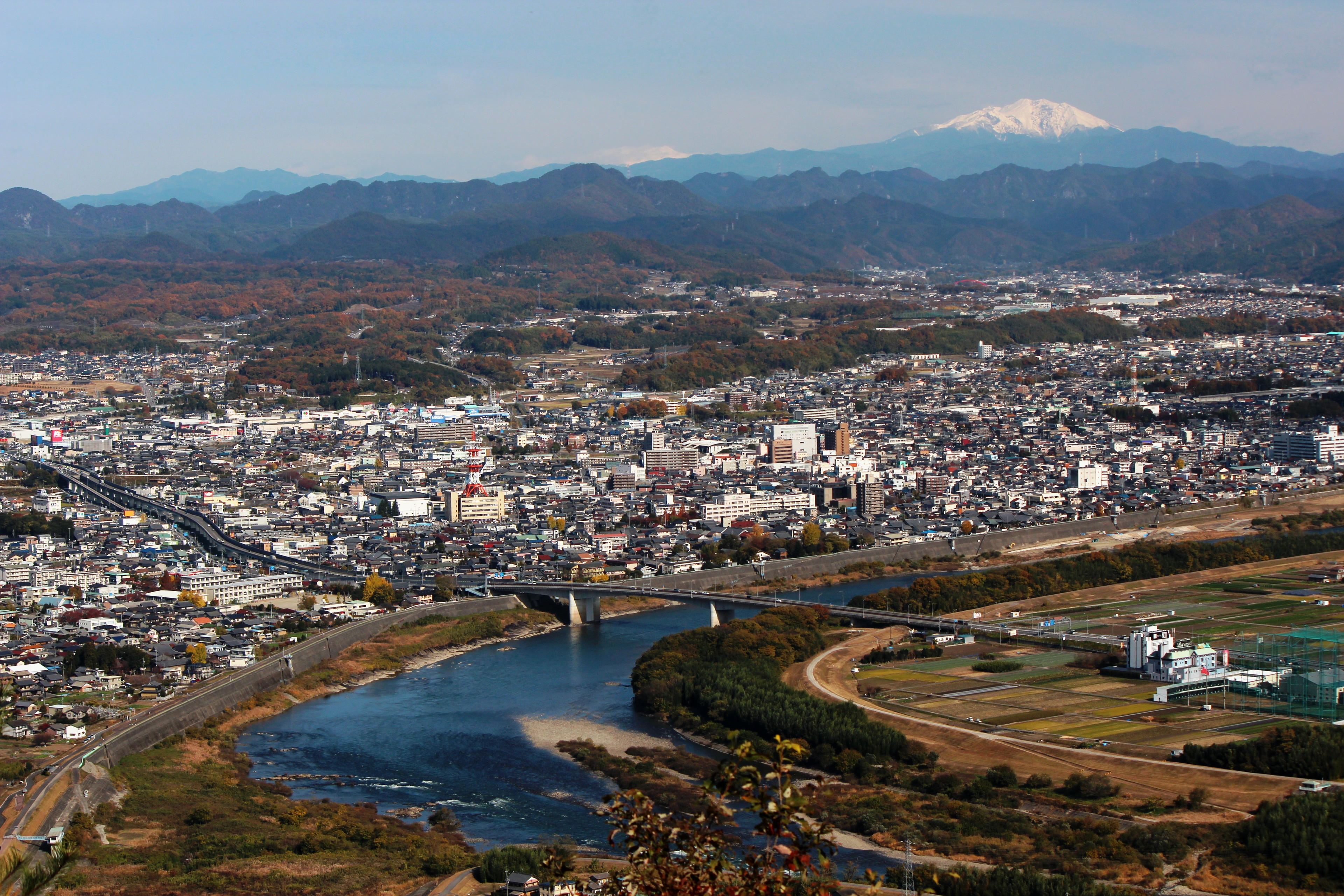
国道41号の中濃大橋

#### 高速道路等
- C3 東海環状自動車道
  - 美濃加茂インターチェンジ
  - 美濃加茂サービスエリア（ぎふ清流里山公園）

#### 一般国道
- 国道21号
- 国道41号
- 国道248号
- 国道418号

#### 一般県道
- 岐阜県道63号美濃加茂和良線
- 岐阜県道64号可児金山線
- 岐阜県道80号美濃川辺線
- 岐阜県道97号富加七宗線
- 岐阜県道207号各務原美濃加茂線
- 岐阜県道342号平成記念公園線
- 岐阜県道346号富加坂祝線
- 岐阜県道347号蜂屋太田線
- 岐阜県道348号山之上古井線
- 岐阜県道350号野上古井線

## 名所・旧跡・観光スポット・祭事・催事

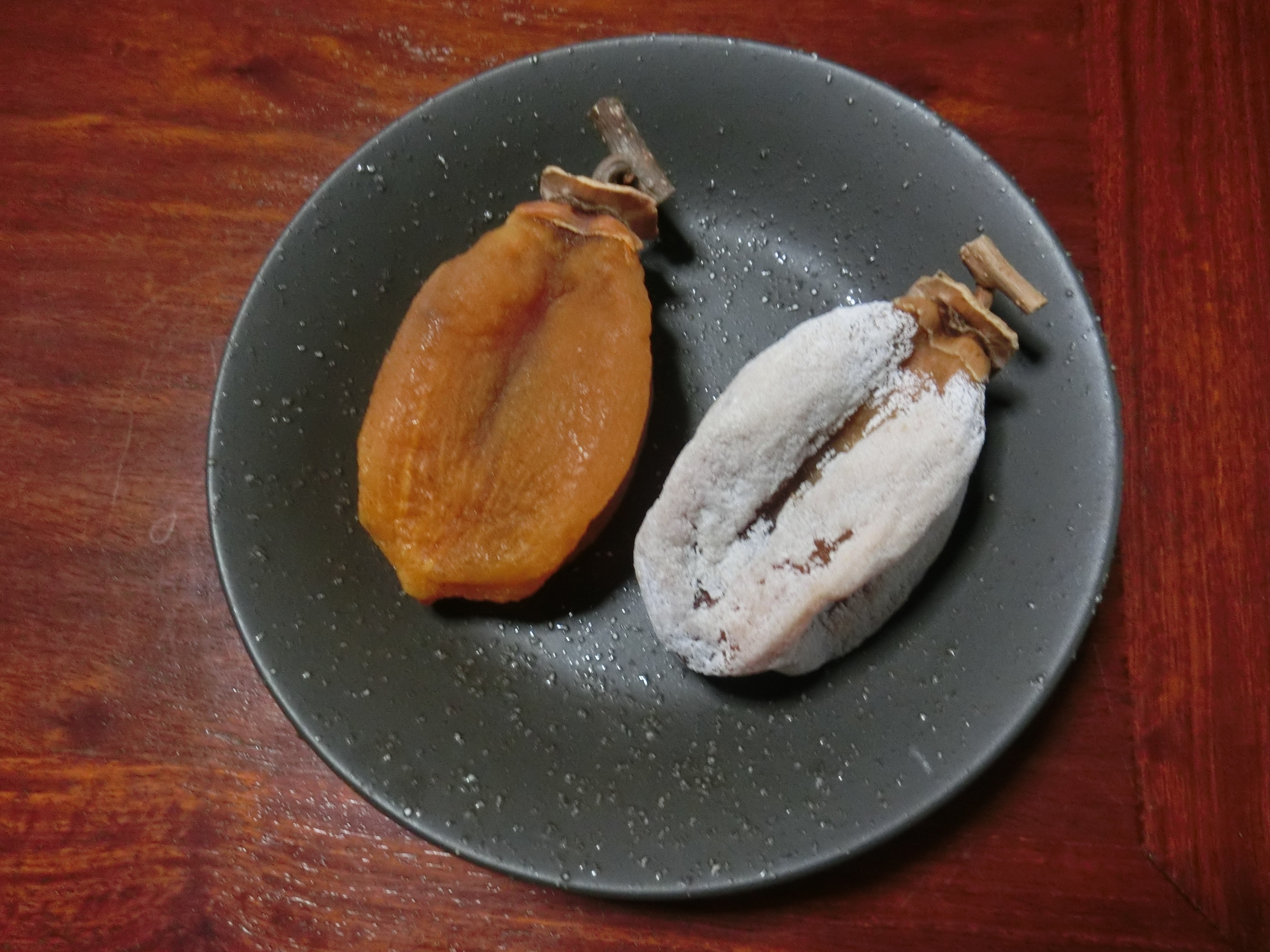
堂上蜂屋柿

### 旧跡
- 小山寺（小山観音）
- 正眼寺
- 瑞林寺
- 縣主神社
- 古井神社
- 諏訪神社
- 天神神社
- 加茂神社 （蜂屋町）
- 加茂神社 （加茂野町）
- 尾張藩太田代官所跡

### 観光スポット
- ぎふ清流里山公園
- みのかも健康の森（生活環境保全林）
- みのかも文化の森
  - 美濃加茂市民ミュージアム
- 中山道太田宿
- 日本ライン下り
- こびの天狗山・荒薙教
- リバーポートパーク美濃加茂（RIVER PORT PARK Minokamo）
- ヤマザキマザック工作機械博物館
- 津田左右吉博士記念館

### 登録有形文化財
- 吉田家住宅主屋（旧小松屋）
- 旧伊深村役場庁舎

### 城
- 毛利山城（牛ヶ鼻砦[9]）
- 馬串砦

### 祭事・催事
- 美濃加茂ハーフマラソン（1月上旬）
- おん祭MINOKAMO 夏の陣（8月第1土曜日）
  - 木曽川緑地ライン公園において、市民花火大会と盆踊り大会がおこなわれる。
- おん祭MINOKAMO 秋の陣・中山道まつり（10月）
  - 中山道太田宿において、姫道中がおこなわれる。
- みのかも市民まつり（11月）
  - ぎふ清流里山公園にて行われる産業祭。
- 小山観音初午祭 （3月第1日曜日）
- 下米田諏訪神社の大祭 （4月第1土・日曜日）
- 古井神社の祭礼 （4月第2土・日曜日）
- 伊深正眼寺開山忌（10月12日）
- 荒薙教大祭（10月21日）

#### ”ダンシング・ヒーロー”と美濃加茂市
美濃加茂市では盆踊りの曲として、荻野目洋子の「ダンシング・ヒーロー」を踊ることがポピュラーな風習とされており、特におん祭MINOKAMOの大規模な盛り上がりが全国的に有名である。2001年8月20日付のスポーツ報知の記事によると、当市が盆踊りにこの曲を採用したのは1985年のシングルリリースから6年後の1991年が最初としている（但し発祥は愛知県名古屋市の日本民謡研究会である。岐阜県民の中には、『ダンシング・ヒーロー盆踊り』は岐阜発祥と誤解している者も多い。）しかし市民から「歌謡曲は盆踊りにふさわしくない」との声があり、いったん同曲を封印した。だがのちに、大企業に従事する外国人労働者が多い当市にて、海外ヒットのカバーである同曲が親しまれたことから1993年に復活。現在は、市内一部の小学校においてダンスの授業で同曲を履修する。
また同曲はリリース直後の1986年頃から徐々に愛知県尾張地方、岐阜県中濃地方において盆踊りの定番ソングとして息づいているが、当市では2001年からはパラパラで同曲を踊ることが特徴とされている。おん祭MINOKAMOでは、毎年約2000人（コロナ禍以前）が同曲で熱狂するとされる。

### 名産品
- 堂上蜂屋柿

## マスコミ

### コミュニティFM
- FMらら（FMラインウェーブ） - 隣の可児市、御嵩町も放送対象地域
- FMでんでん（かにかも放送） （廃局）- 隣の可児市も放送対象地域だった

### ケーブルテレビ
- 中部ケーブルネットワーク（愛岐局） - 美濃加茂市は愛岐局エリアの一部

## NPO団体
- アジア友の会
- 美濃加茂華友会
- みのかもファーマーズ倶楽部
- 宿木（やどりぎ）
- 虹の里
- ナイスデイ (NPO)
- ブラジル友の会
- 花時計
- 美濃加茂国際交流協会
- みのかもグリーンネット

## キリスト教会
- 日本キリスト教改革派太田協会
- カトリック教会美濃加茂教会
- 恵みといのち（在日ブラジル人）

## 不祥事
- 2020年4月3日、市は40歳代の女性課長補佐を停職1か月の懲戒処分とした。市の発表では、産業振興部に所属していた2019年度、病気休職中だったにもかかわらず、海外に旅行し、その様子を収めた動画をSNSに投稿した。課長補佐は事実ではないと虚偽の報告をしたという。市は、信用失墜行為にあたると判断した[14]。

## 出身有名人
- 加藤光泰 (戦国武将、大名)
- 福田太郎八 (名望家、太田宿本陣福田家第18代当主)
- 林小一郎（衆議院議員）
- 桑原善吉 （貴族院多額納税者議員、実業家）
- 坪内逍遥（小説家、劇作家）
- 津田左右吉（日本史学者）
- 間宮成吉（政治家、帝国議会衆議院議員、岐阜県議会51代議長の日比野民平は実兄）
- 渡辺栄一（政治家、初代美濃加茂市長、衆議院議員、第6代市長の渡辺直由は実子）
- 北川悦吏子（脚本家、映画監督）
- マイクスギヤマ（作詞家）
- 白村明弘（プロ野球選手）
- 益山司（サッカー選手）
- 松田英樹（サッカー選手）
- 若山耀人（元俳優）
- 福井梨莉華（グラビアアイドル）
- 岸義人（有機合成化学者、ハーバード大学名誉教授、当地に疎開して加茂高等学校に進学）
- 渡邊良朗（生命科学者、東京大学名誉教授、元水産海洋学会会長）
- 渡邉正己（生命科学者、京都大学名誉教授）
- 石井貴子（女子競輪選手）
- 兵藤遥陽 (元岐阜放送アナウンサー、現北陸放送アナウンサー)
- 井戸アビゲイル風果（女子短距離走選手）
- 井戸穂花 （プロ野球選手、埼玉西武ライオンズ・レディース所属）

### 名誉市民
- 津田左右吉
- 岸東八郎 - 元美濃加茂市市長
- 渡辺栄一